# قائمة الثكنات القديمة في مدينة تونس العتيقة
تحتوي هذه المقالة على قائمة الثكنات القديمة في مدينة تونس العتيقة وتسمى قشلة، وكلها شيدت في حكم حمودة باشا الحسيني في بداية القرن التاسع عشر.

## قشلة سيدي المرجاني
الموقع
تعرف هذه الثكنة باسم قشلة الزنايدية أو قشلة سيدي المرجاني، وهي تقع بنهج جامع الزيتونة.
التاريخ والوصف
تعلو مدخل الثكنة عبارة باللغة التركية العثمانية تشير إلى تاريخ بداية الأشغال في 1806 وانتهائها في 1809، بينما تقويس الباب به عبارات دينية: ما شاء الله، يا فتاح، يا رزاق. هذا الباب يتيح الوصول إلى الدهليز الذي يؤدي إلى فناء مستطيل، مؤطر بأروقة على مستويين وذات أقواس على شكل حدوة حصان ترتكز على تيجان أعمدة تركية. غرف الإنكشارية تفتح كلها على هذا الفناء. بينما الزوايا الأربعة للثكنة تعلوها جواسق للمراقبة. تعلو غرف عبارات تدل على جيش الانكشارية.

بين 1875 و1897، كانت هذه القشلة مقر المدرسة الصادقية، قبل أن تتحول لمقرها الحالي بنهج سنان باشا.

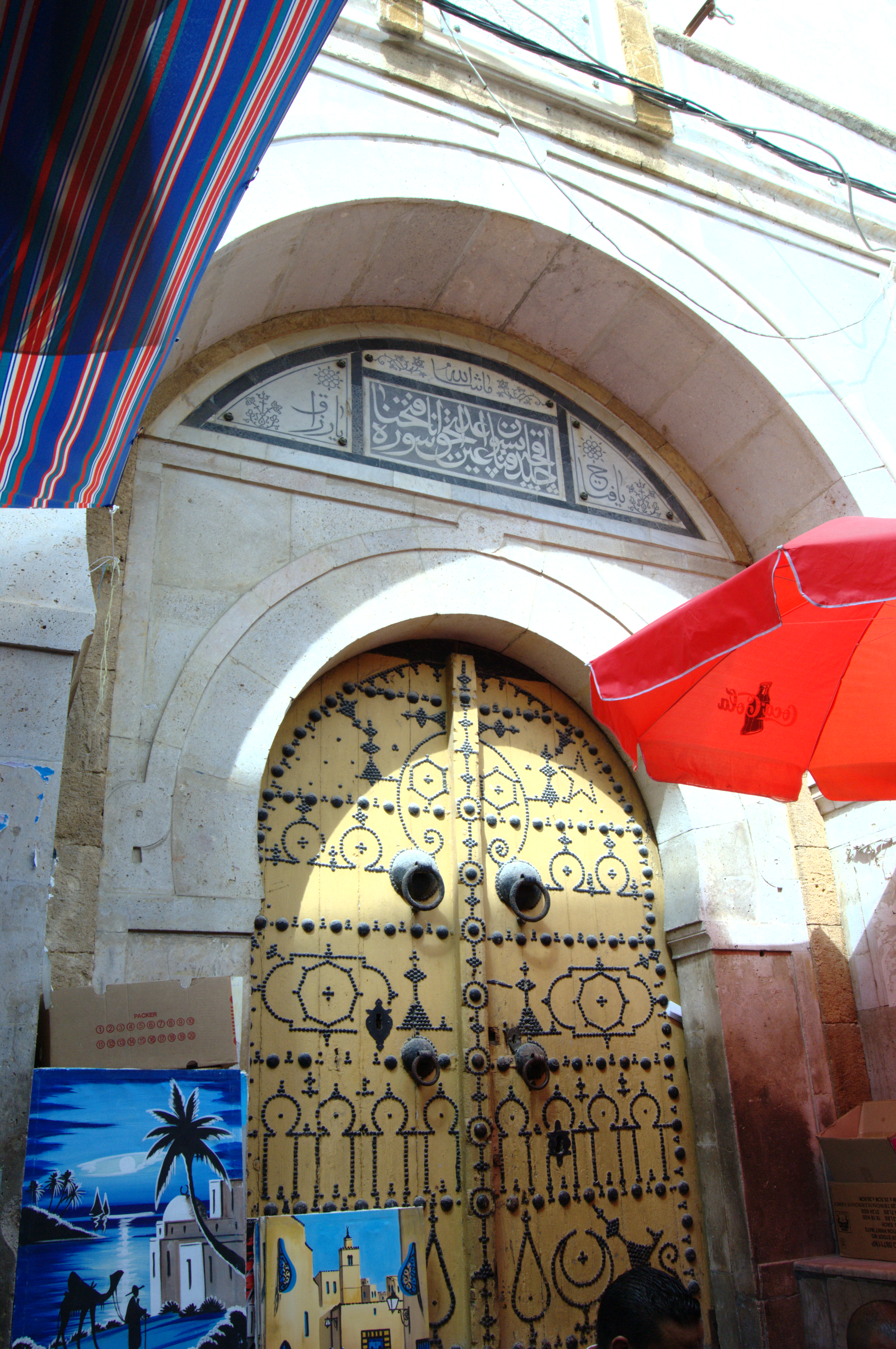
بوابة الثكنة القديمة.
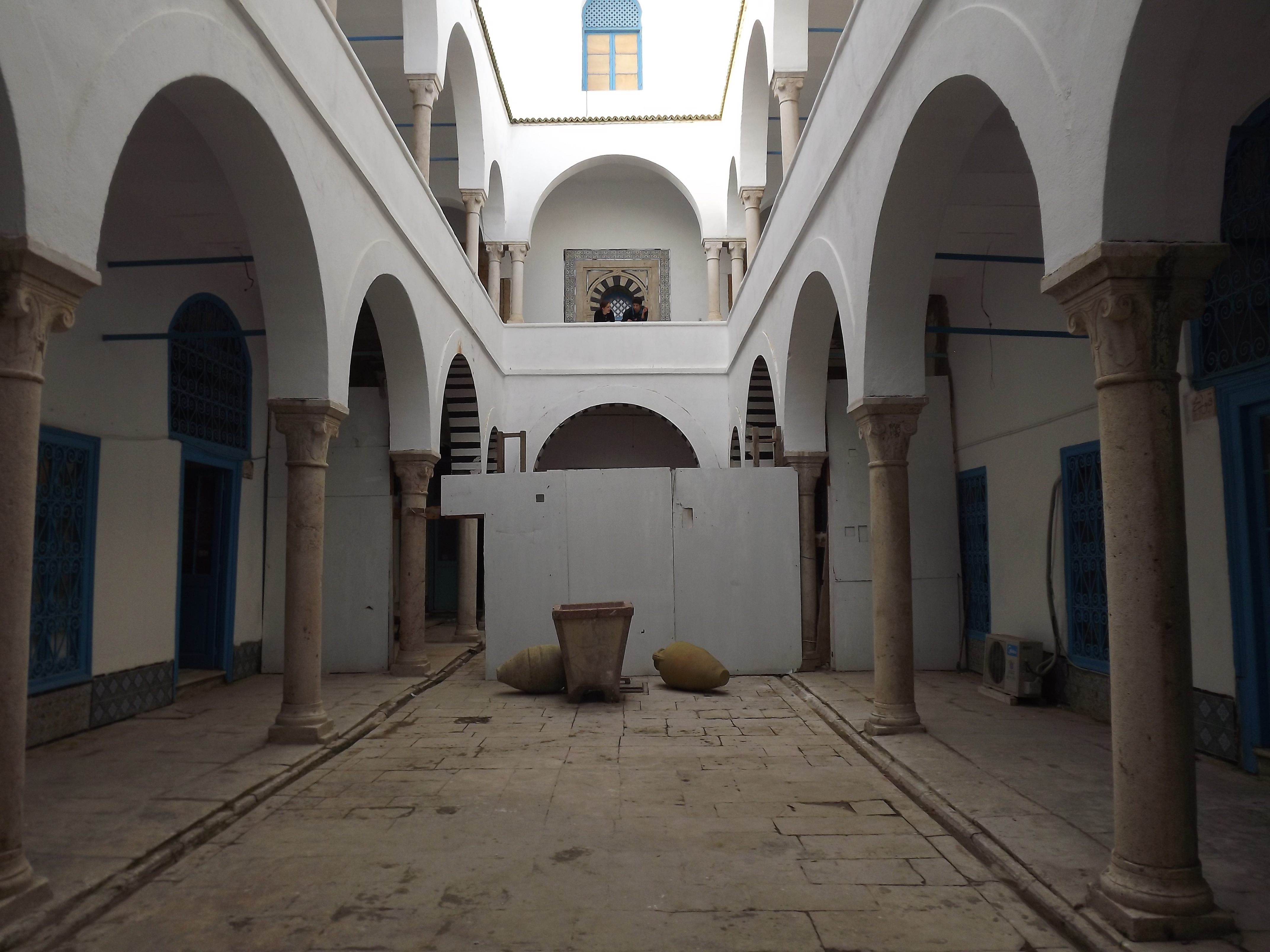
الفناء.
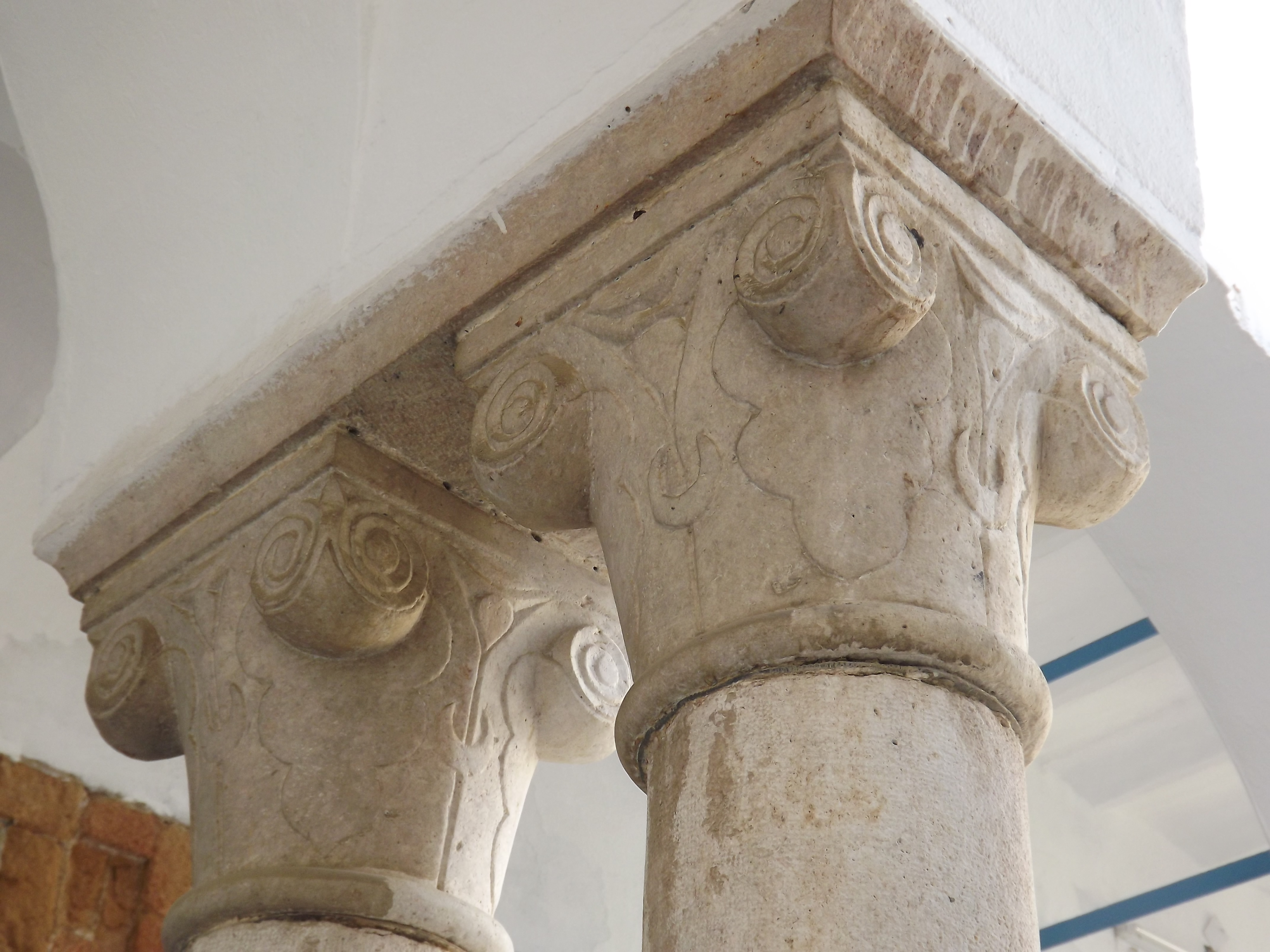
تيجان أعمدة تركية.
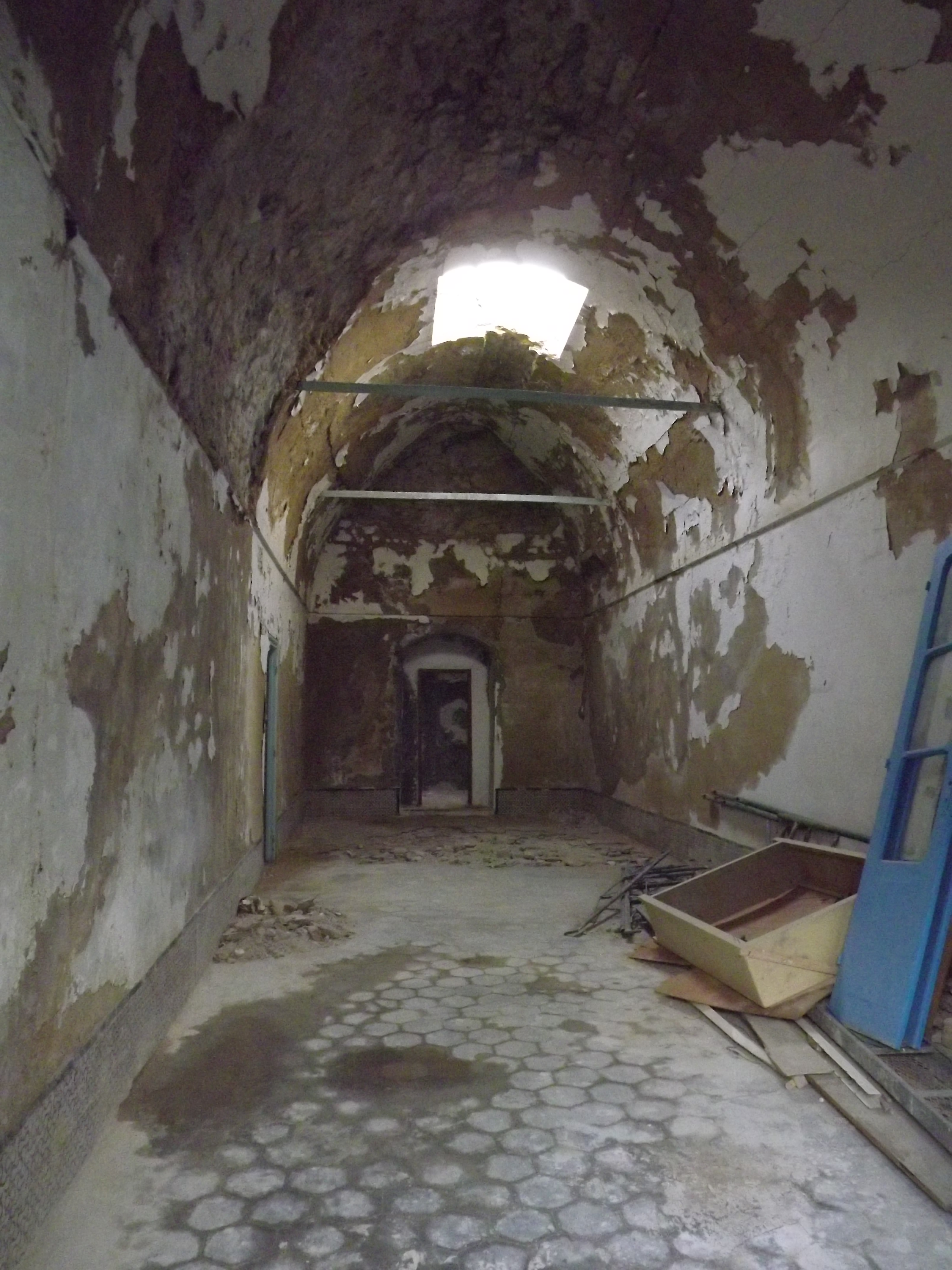
غرف الإنكشارية.
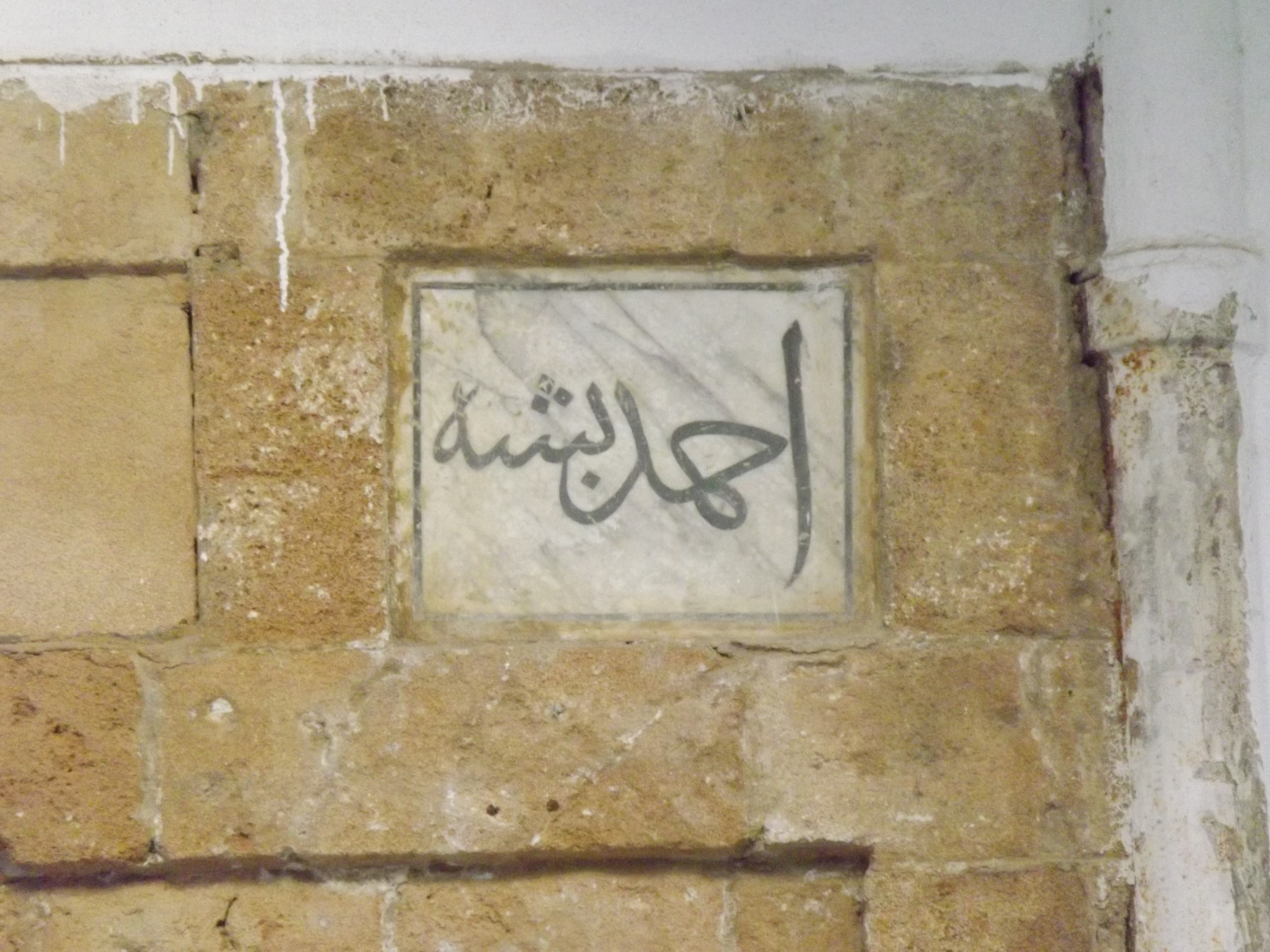
عبارة تدل على الإنكشاريين.
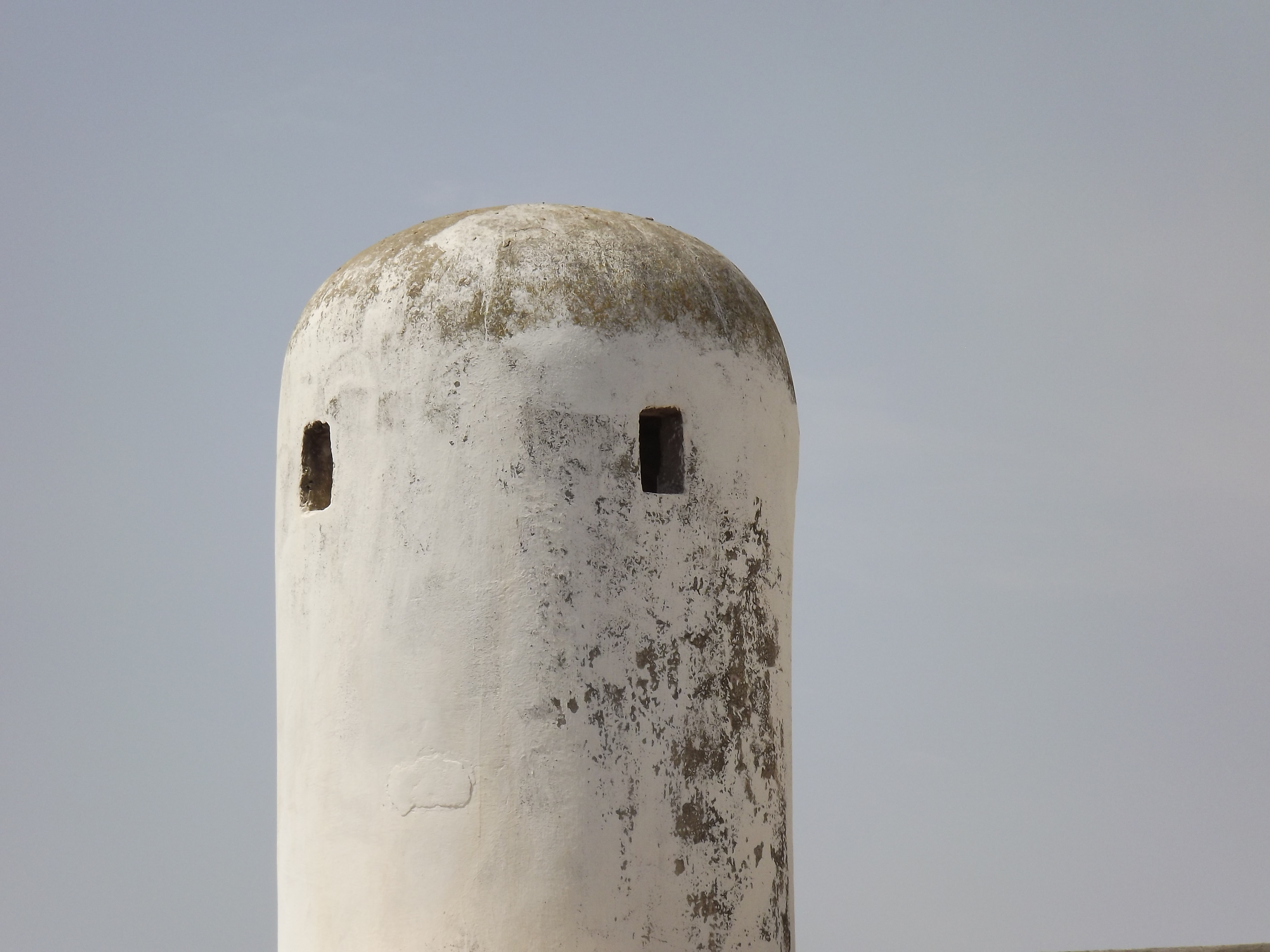
جوسق مراقبة.

## قشلة سيدي عامر
الموقع
تقع قشلة سيدي عامر بساحة سيدي علي عزوز، قرب نهج جامع الزيتونة.
التاريخ والوصف
بوابة الثكنة مجوفة الشكل، جزء منها ناتئ، في جسم خارجي مستطيل. الباب تعلوه عبارات باللغة التركية العثمانية منقوشة على لوح من الرخام، وهي قصيدة مكتوبة بحروف متصلة شرقية تحتوي على قطعة تأريخ تشير لتاريخ انتهاء الأشغال في 1813-1814. هذه القصيدة محاطة بأربعة عبارات دينية بالعربية: يا حي، يا قيوم، يا محول الحول والأحوال، حول حالنا إلى أحسن حال.

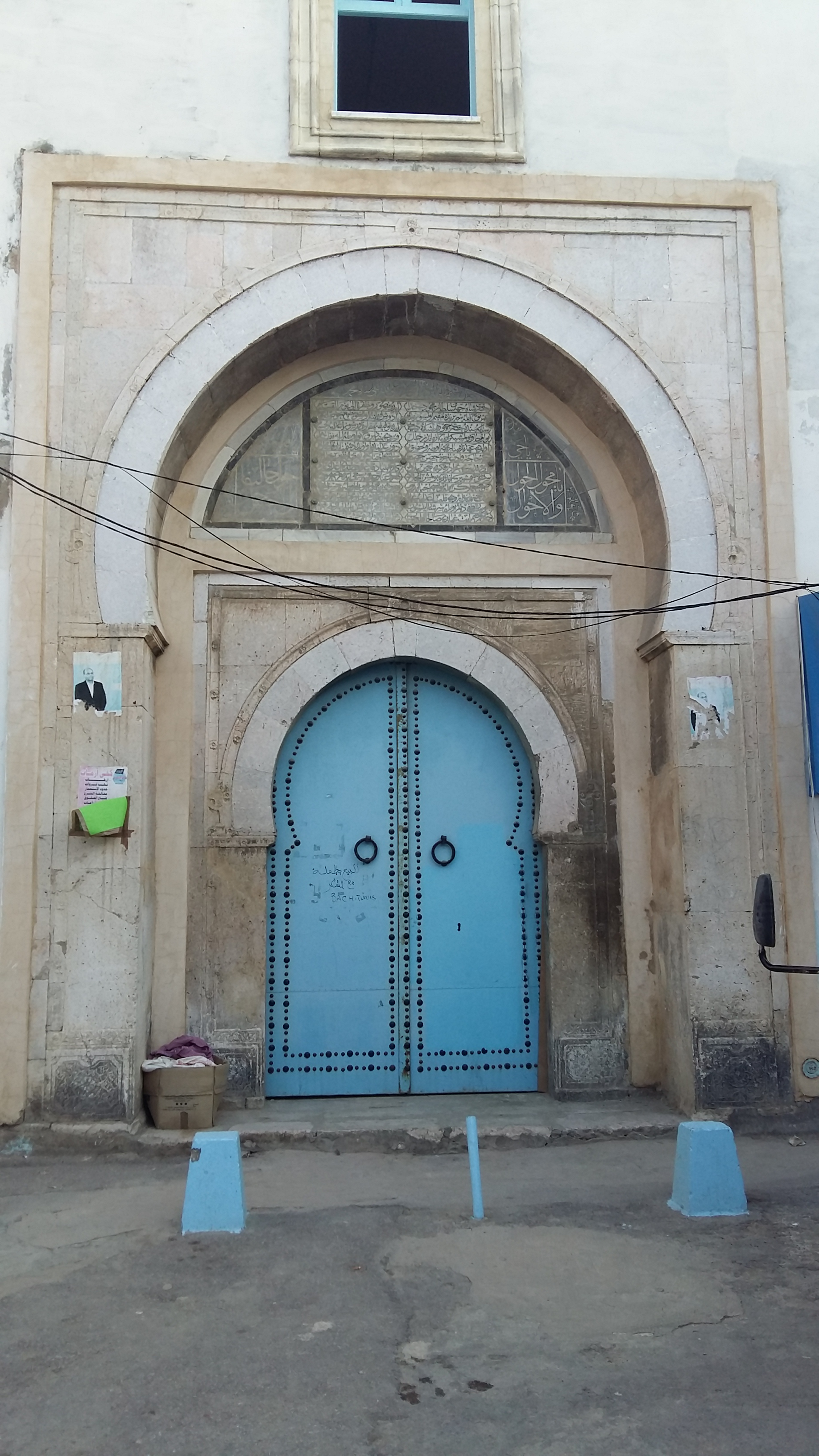
بوابة القشلة.
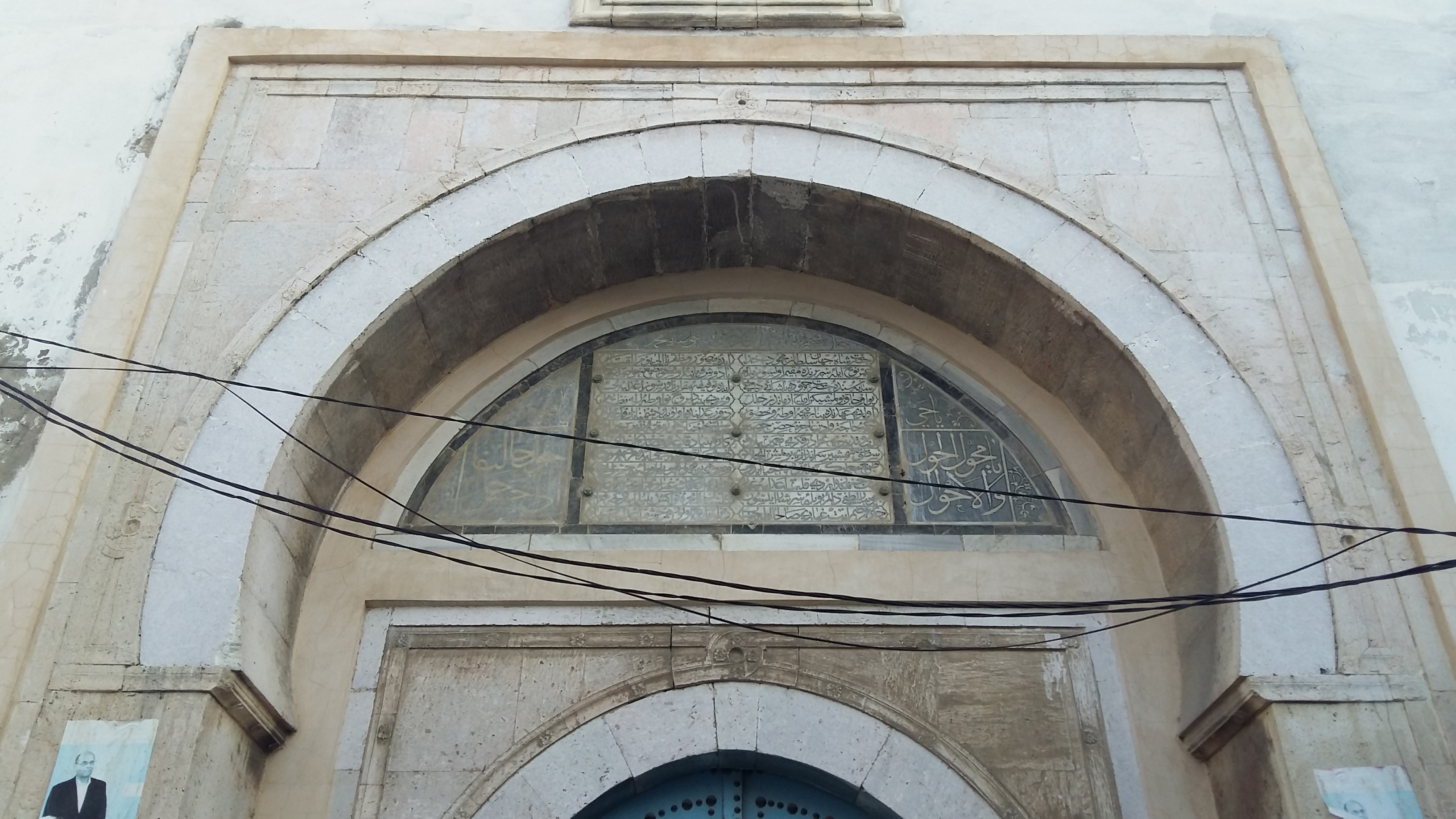
قصيدة بالتركية العثمانية وعبارات بالعربية.

## قشلة البشامقية
الموقع
تقع قشلة البشامقية مقابل جامع يوسف داي.
التاريخ والوصف
تشييد هذه القشلة انتهى في 1814-1815، وهو ما تثبته قطعة تأريخ تعلو باب المدخل ومكتوبة باللغة التركية العثمانية.

مخطط هذه الثكنة مختلف عن بقية الثكنات العصرية، حيث يتكون من عدة وحدات، كل وحدة من طابق، إضافة إلى جناح مخصص لحمودة باشا، الذي اعتاد من وقت لآخر إمضاء ليلته مع جنوده.

إندمجت هذه الثكنة في المستشفى الصادقي في القرن التاسع عشر (أصبح حاليا مستشفى عزيزة عثمانة). يذكر أن المبنى الأصلي للقشلة طرأت عليه عدة تغييرات جعلت مخططته مختلفا عن أصله.

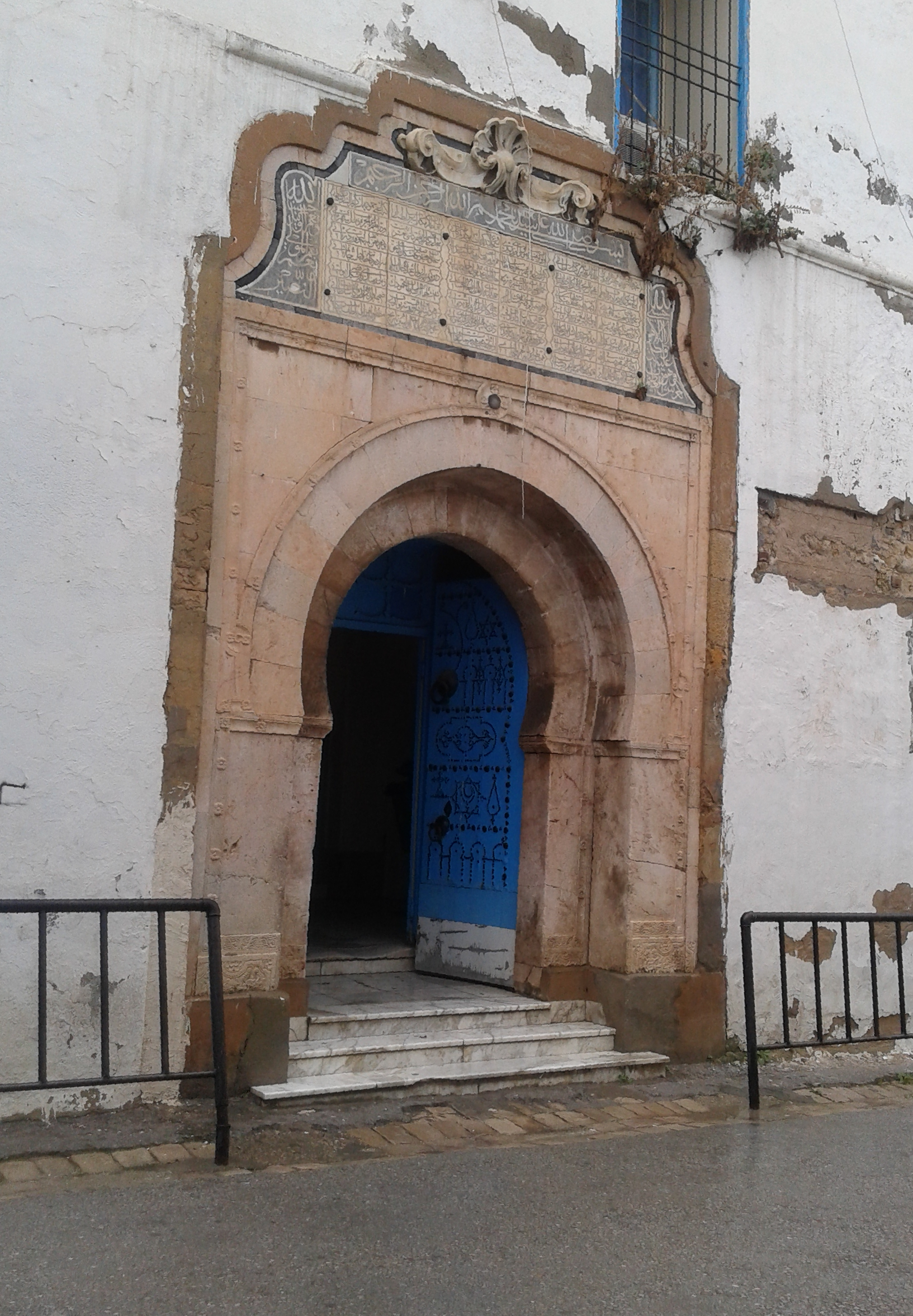
بوابة القشلة القديمة.
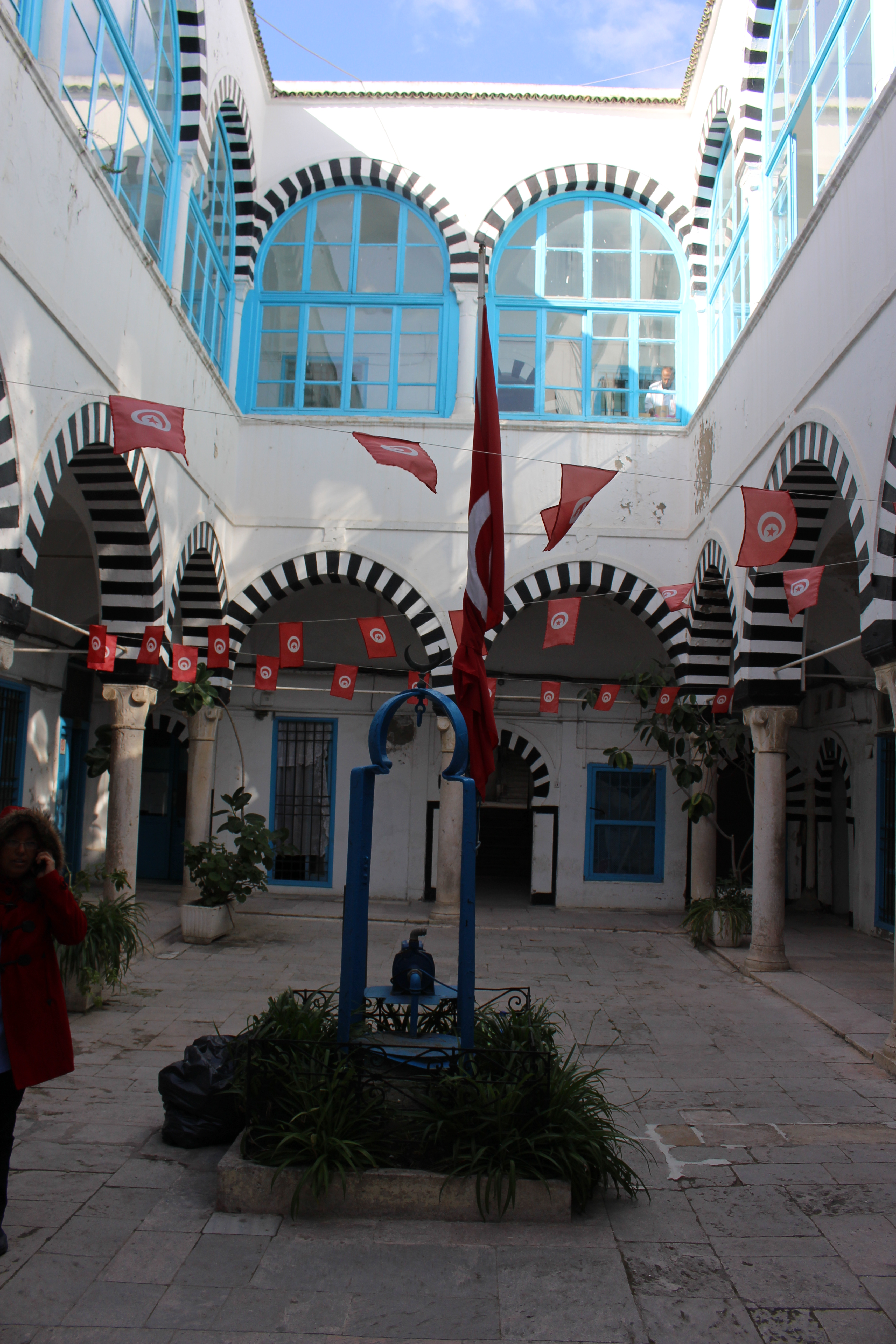
الفناء.
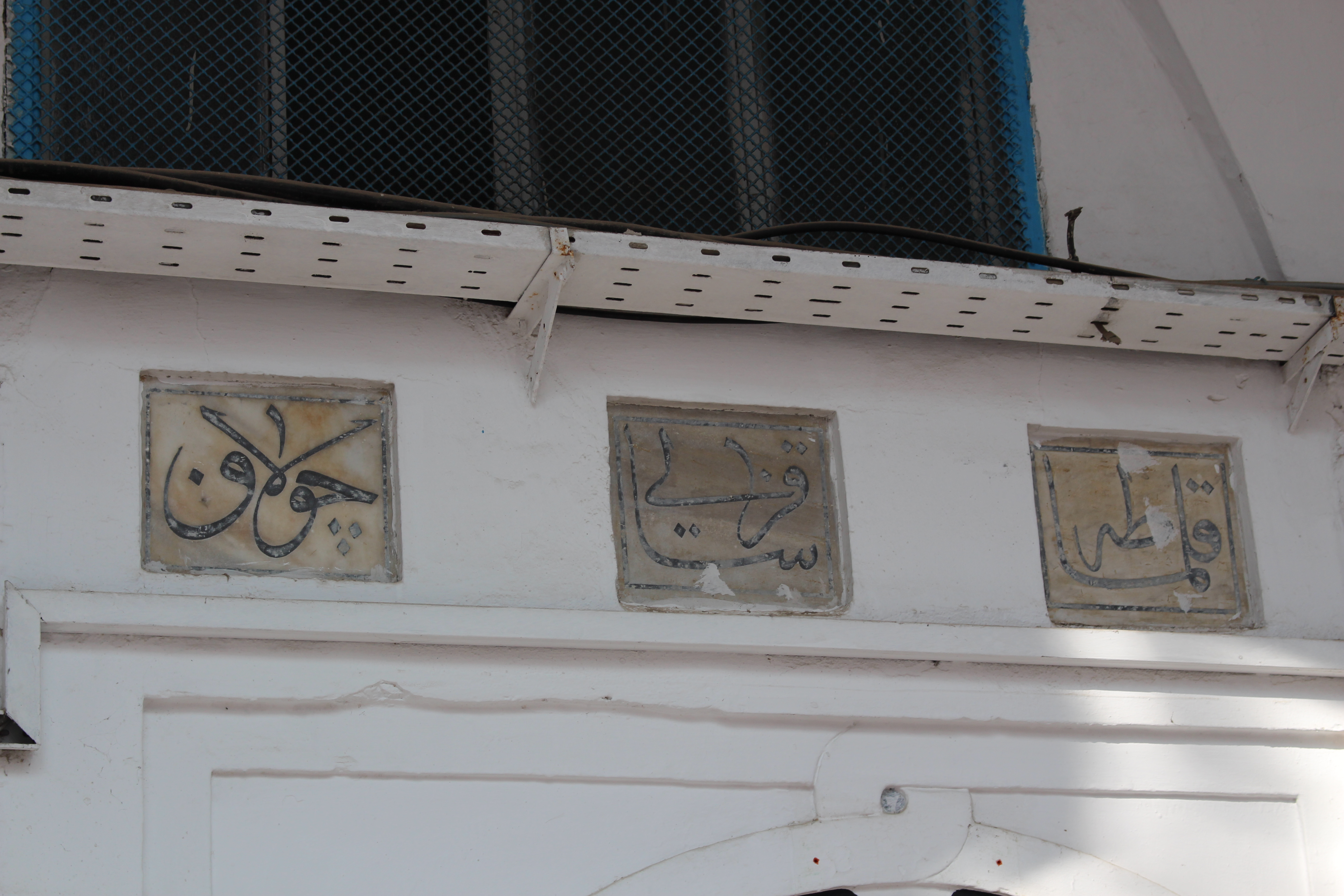
عبارات بالتركية العثمانية.
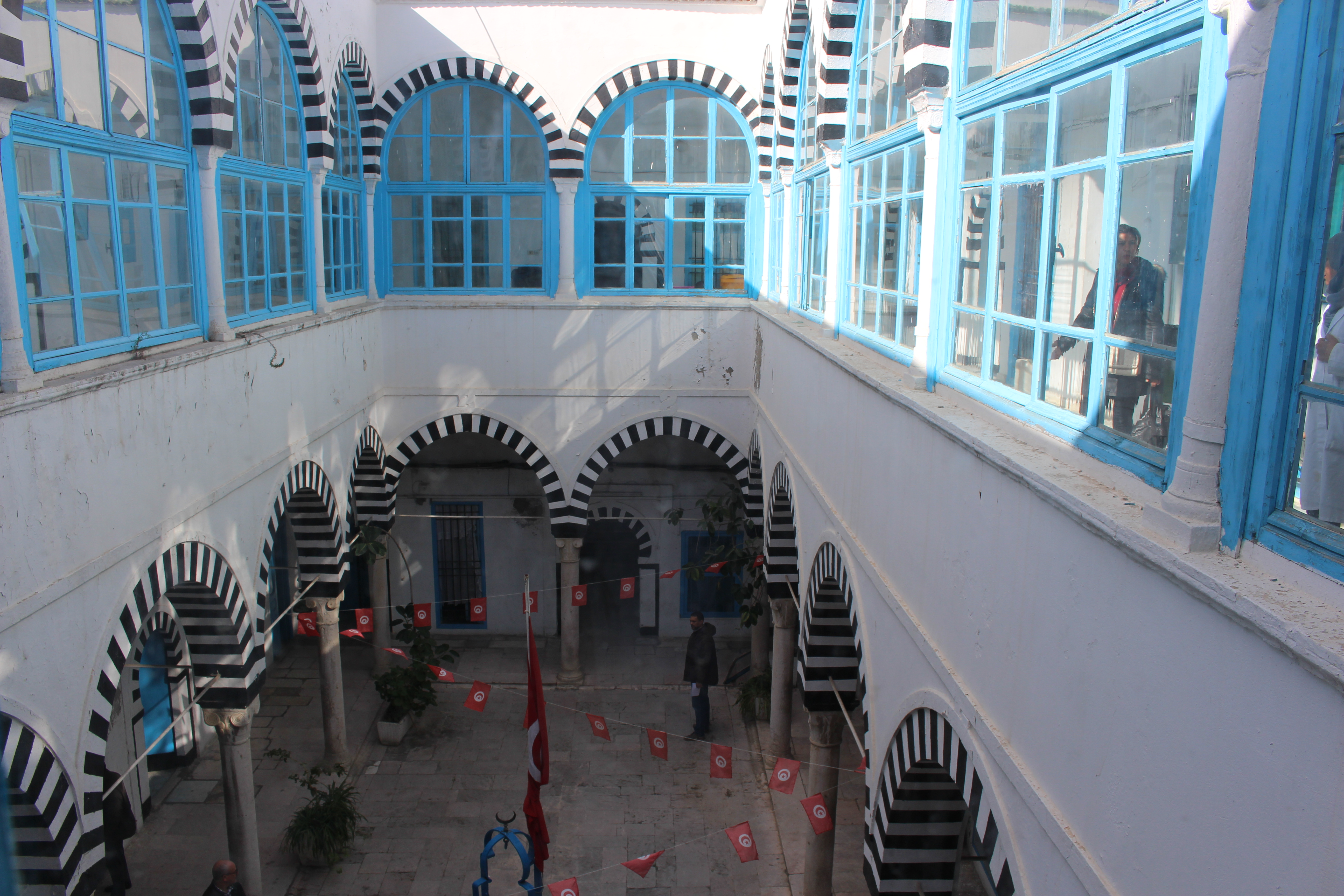
الفناء من الأعلى.